# Невина (ТВ серија из 2021)
Невина (тур. Camdaki Kız) турска је телевизијска серија коју је створила Гулсерен Будајиџоглу за Kanal D. Главну улогу тумачи Бурџу Бириџик, а приказивана је од 8. априла 2021. до 15. јуна 2023. године. У Србији је приказује Пинк од 12. јуна 2023. године.

## Радња
Налан (Бурџу Бириџик) је прелепа млада девојка која је једино дете породице Ипекоглу. Она је наивна, грациозна, љубазна и невина девојка која има 25 година. Одгајана је без љубави и нежности у великој кући уз Босфор. Њена баба Фериде (Нур Сурер) је оптерећена држањем свега под контролом. Фериде је конзервативна и опсесивна жена од 70 година. Унуку је одгајала као своје дете након што јој је кћи преминула на порођају. Налан не зна ништа о својим биолошким родитељима. Мисли да су јој родитељи погинули у саобраћајној несрећи пре много година док је била дете.
Фериде контролише све у вези с Налан, чак и њену тежину. Не жели да се удебља изнад 53 килограма. Више од свега јој је стало до породичне части. Због тога не допушта Налан да ноћу излази напоље нити јој допушта да се виђа с мушкарцима пре удаје. Исувише је строга према Налан и никада не показује саосећање и разумевање према њој. Никада није опростила Налан што је она разлог смрти њене ћерке.
Налан ради као архитекта ентеријера у фирми Короглу. Короглуви су позната породица која поседује ланце хотела широм земље. Отац Рафет Короглу (Тамер Левент) успешан је предузетник који је одрастао у сиромаштву и све је у животу постигао властитим трудом. Он пази на сву породичну потрошњу и контролише све чланове своје породице. Наследник породице Короглу је Седат (Фејаз Серифоглу), млад и згодан мушкарац. Седат има 30 година и најмлађи је син у породици. Има брата по имену Музо (Енис Арикан)и сестру Селен.
Чистом случајношћу, животи Налан и Седата се укрштају. Будући да раде у истој фирми, први пут се сусрећу у кантини. Овај сусрет утицаће на даљи ток њихових живота. Када Рафет пожели да његов син Седат ожени фину девојку, Налан се учини као савршена невеста за породицу. Седат има аферу с удатом средовечном женом Џаном (Ханде Атаизи). Не жели прекинути везу с њом, али истовремено нема храбрости супротставити се оцу. Седат нема избора него учинити све што његов отац захтева. Прилази Налан док наставља своју тајну аферу. На крају добија признање свог оца јер је пронашао савршену невесту. С друге стране, Налан мисли да је усред бајке.

## Улоге
| Глумац          | Улога                |
| --------------- | -------------------- |
| Бурџу Бириџик   | Налан Ипекоглу       |
| Фејаз Серифоглу | Седат Короглу        |
| Џихангир Џејхан | Хајри Ерсој          |
| Енис Арикан     | Музафер Музо Короглу |
| Селма Ергеч     | Селен Короглу        |

## Епизоде
| Сезона | Сезона | Епизоде | Оригинално емитовање | Оригинално емитовање | Оригинално емитовање | Емитовање у Србији | Емитовање у Србији | Емитовање у Србији |
| Сезона | Сезона | Турска  | Премијера            | Финале               | Мрежа                | Премијера          | Финале             | Мрежа              |
| ------ | ------ | ------- | -------------------- | -------------------- | -------------------- | ------------------ | ------------------ | ------------------ |
|        | 1.     | 9       | 8. април 2021.       | 10. јун 2021.        |                      | 12. јун 2023.      | 5. јул 2023.       |                    |
|        | 2.     | 38      | 9. септембар 2021.   | 16. јун 2022.        | 5. јул 2023.         | 29. август 2023.   |                    |                    |
|        | 3.     | 35      | 15. септембар 2022.  | 15. јун 2023.        | 30. август 2023.     | 19.фебруар 2024    |                    |                    |

## Спољашње
- Званични веб-сајт
- Невина на веб-сајту  (језик: енглески)